# Meetkundige topologie
In de wiskunde is de meetkundige topologie de studie van variëteiten en hun inbeddingen. De laag-dimensionale topologie, die zich bezighoudt met vragen tot en met dimensie vier, is een onderdeel van de meetkundige topologie. Andere voorbeelden in de meetkundige topologie zijn oriënteerbare variëteit en de planaire- en hoger-dimensionale stelling van Schoenflies. De knopentheorie is de studie van driedimensionale inbeddingen van de cirkel.